# Комиссия по положению женщин
Комиссия по положению женщин — одна из вспомогательных структур при Экономическом и социальном совете ООН. Существует с 1946 года (изначально как подкомиссия при Комиссии по правам человека). Состоит из представителей 45 государств-участников ООН, избираемых на 4 года ЭСС с учётом принципа географического распределения: 13 членов представляют Африку, 11 — Азию, 9 — Латинскую Америку и Карибы, 4 — Восточную Европу, 8 — Западную Европу и прочие страны. Комиссия организовывала Всемирные конференции по положению женщин и проводит ежегодные сессии в Нью-Йорке в феврале-марте; обычно на сессиях принимаются «согласованные выводы» по приоритетным темам сессии. Существует процедура подачи в Комиссию сообщений о нарушениях прав женщин. Комиссия отслеживает прогресс в проблемах, выделенных в принятой на Всемирной конференции по положению женщин в 1995 году Пекинской платформой действий.
В оригинальном составе Комиссии было 15 женщин, Белорусскую ССР представляла Евдокия Уралова, СССР — Елизавета Попова.
Одним из результатов работы Комиссии стало принятие в 1953 году Генеральной Ассамблеи ООН Конвенции о политических правах женщины.